# Merlin, Oregon
Merlin är en census-designated place i Josephine County i Oregon. Vid 2010 års folkräkning hade Merlin 1 615 invånare.